# Triflumizool
Triflumizool (ISO-naam) is een fungicide. Het is een imidazoolderivaat, zoals onder meer ook imazalil. Het is een product van Nippon Soda Co. uit Japan (merknaam: Trifmine). In Europa wordt het verkocht door Certis onder de merknaam Rocket.
Triflumizool wordt ingezet voor de bestrijding van echte meeldauw op komkommers, augurken, courgetten, tomaten of sierplanten die groeien op kunstmatig substraat in broeikassen.

## Regelgeving
In 2008 besliste de Europese Commissie om triflumizool niet op te nemen in de lijst van gewasbeschermingsmiddelen die in de lidstaten van de Europese Unie kunnen toegelaten worden, en dat de bestaande toelatingen moesten ingetrokken worden. Het motief was dat verwacht kon worden dat de blootstelling van de toedieners en werknemers aan de stof groter zou zijn dan aanvaardbaar.
Daarna heeft de aanvrager een nieuw dossier ingediend met bijkomende gegevens. Na onderzoek daarvan heeft de Europese Commissie in 2010 dan beslist om triflumizool toch toe te laten, voor een periode van 10 jaar die van start ging op 1 juli 2010. Het mag enkel gebruikt worden in broeikassen op kunstmatige substraten.

## Toxicologie en veiligheid
Triflumizool is schadelijk bij opname door de mond. De stof is niet acuut toxisch bij blootstelling via de huid of door inademing. Ze kan wel de huid gevoelig maken. Gebruikers moeten handschoenen of een overall dragen als bescherming. Triflumizool is niet carcinogeen.
Triflumizool is zeer toxisch voor waterorganismen.